# Moisés Brandán
Moisés Brandán (San Salvador de Jujuy, Jujuy, 8 de febrero de 2000) es un futbolista argentino que juega como defensor en Atlético Tucumán de la Liga Profesional.

## Carrera

### Atlético Tucumán
Brandán se mudó a San Miguel de Tucumán para formarse en las divisiones inferiores de Atlético Tucumán. Debutó en Primera División en el año 2023, en un partido ante Barracas Central. Se asentó como titular en la Liga Profesional 2024.

## Clubes
| Club             | País      |
| ---------------- | --------- |
| Atlético Tucumán | Argentina |